# Hiranya Peiris
Hiranya Vajramani Peiris est une astrophysicienne britannique de l'University College de Londres et de l'université de Stockholm surtout connue pour ses travaux sur le rayonnement de Fond diffus cosmologique. Elle est l'une des 27 scientifiques à avoir reçu le Prix de physique fondamentale en 2018 pour leurs "cartes détaillées de l'univers primitif".

## Éducation
Peiris est née au Sri Lanka. Elle termine les Tripos de sciences naturelles à l'Université de Cambridge en 1998 en tant qu'étudiante de premier cycle de New Hall, Cambridge,. Elle obtient un doctorat à l'Université de Princeton du département des sciences astrophysiques sous la direction de David Spergel, où elle travaille sur la sonde d'anisotropie micro-ondes Wilkinson (WMAP),.

## Carrière et recherche
Après son doctorat, elle travaille au Kavli Institute for Cosmological Physics de l'Université de Chicago en tant que boursière Hubble. Après avoir occupé plusieurs bourses postdoctorales en 2007, Peiris retourne à l'Université de Cambridge en tant que Fellow avancé du Conseil des installations scientifiques et technologiques (STFC) et reçoit une bourse de recherche junior au King's College de Cambridge en 2008. En 2009, Peiris remporte un prix Leverhulme pour la cosmologie et obtient un poste de professeur à l'University College London.
Elle est actuellement professeur d'astrophysique à l'UCL et également directrice du Centre Oskar Klein pour la physique des cosmoparticules à Stockholm.
En 2012, l'équipe WMAP (dont Peiris) remporte le prix Gruber de cosmologie pour ses « mesures exquises des anisotropies dans le rayonnement relique du Big Bang - le fond cosmique des micro-ondes ».
En 2018, Peiris reçoit la médaille Hoyle et le prix de l'Institut britannique de physique pour "ses principales contributions à la compréhension de l'origine et de l'évolution de la structure cosmique".
En 2020, Peiris reçoit le prix Göran Gustafsson de physique de la Fondation Göran Gustafsson et de l'Académie royale des sciences de Suède "pour ses recherches innovantes sur la dynamique de l'univers primitif, qui relie les observations cosmologiques à la physique fondamentale". Elle est également élue membre du STFC Council, l'organe consultatif stratégique principal du conseil de recherche qui finance la physique des particules et l'astronomie au Royaume-Uni.

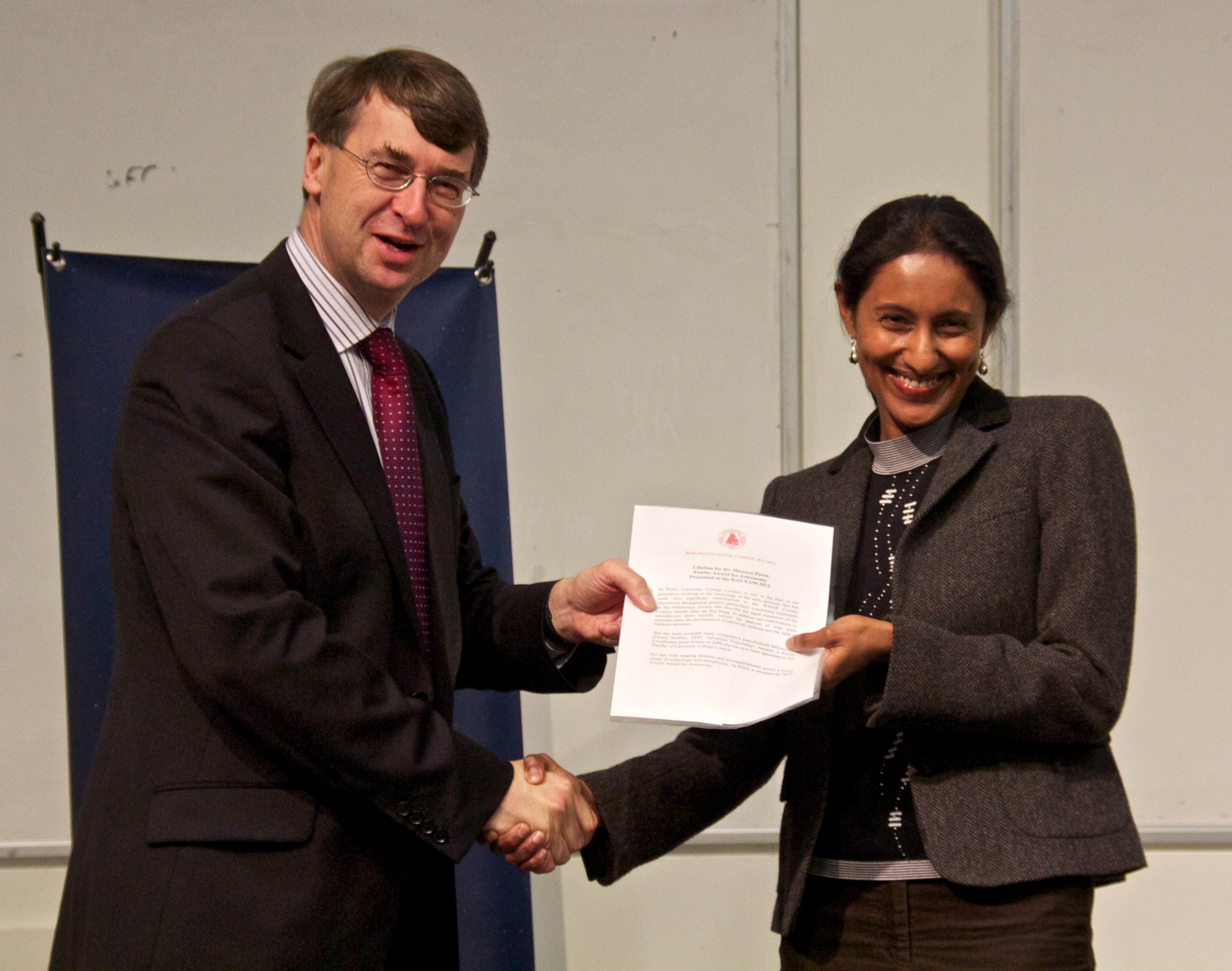
Peiris recevant le prix Fowler en 2012 des mains de Roger Davies

En 2021, Peiris reçoit la médaille et le prix Max Born de la Société allemande de physique et la médaille Eddington de la Royal Astronomical Society en reconnaissance de ses contributions à la cosmologie,.
Peiris est élue membre étranger dans la classe de physique de l'Académie royale des sciences de Suède (KVA) en mai 2022 .
Parallèlement à des conférences académiques, Peiris donne des conférences publiques sur la cosmologie . En 2013, elle donne une conférence au TEDxCERN, "Multiplying Dimensions". Cette année-là, elle est sélectionnée comme l'une des dix étoiles montantes de l'astronomie par Astronomy Magazine.
En 2017, Peiris collabore avec l'artiste Penelope Rose Cowley pour créer une œuvre intitulée "Cosmoparticle". En 2018, Peiris contribue à une œuvre de l'artiste Goshka Macuga, qui est exposée lors d'une exposition tenue en 2019 au Bildmuseet, en Suède, présentant des œuvres de 14 artistes internationaux inspirés par la physique des particules,.